# Bartomeu Ventayol Cifre
Bartomeu Ventayol Cifre (Alcúdia, Mallorca, 8 de març de 1945) és escultor i pintor.
Descendeix d'una germana de l'historiador i Fill Predilecte d'Alcúdia, Pere Ventayol Suau i té un germà, Francesc.
Llicenciat en 1967 i doctorat en 1974 en Belles Arts per la Facultat de Belles Arts de la Universitat de Barcelona.
Des de 1971 ha exposat en molts de llocs i països com a Suècia i els Estats Units. En diferents punts de Mallorca podem trobar obres seves com en el Fons d'Art dels ajuntaments de Palma i d'Alcúdia. És membre de l'Associació d'Artistes Visuals de les Illes Balears. Viu entre les poblacions d'Alcúdia i Artà.
S'ha casat dues vegades i té dues filles.